# Кліо (Південна Кароліна)
Кліо (англ. Clio) — місто (англ. town) в США, в окрузі Марльборо штату Південна Кароліна. Населення — 608 осіб (2020).

## Географія
Кліо розташоване за координатами 34°34′45″ пн. ш. 79°32′46″ зх. д. / 34.57917° пн. ш. 79.54611° зх. д. (34.579046, -79.546059).  За даними Бюро перепису населення США в 2010 році місто мало площу 2,22 км², уся площа — суходіл.

## Демографія
Згідно з переписом 2010 року, у місті мешкало 726 осіб у 297 домогосподарствах у складі 183 родин. Густота населення становила 327 осіб/км².  Було 355 помешкань (160/км²).
Расовий склад населення:
| - 64,3 % — чорних або афроамериканців - 26,9 % — білих - 7,9 % — корінних американців |

До двох чи більше рас належало 1,0 %. Частка іспаномовних становила 1,1 % від усіх жителів.
За віковим діапазоном населення розподілялося таким чином: 21,1 % — особи молодші 18 років, 61,4 % — особи у віці 18—64 років, 17,5 % — особи у віці 65 років та старші. Медіана віку мешканця становила 43,7 року. На 100 осіб жіночої статі у місті припадало 79,7 чоловіків;  на 100 жінок у віці від 18 років та старших — 78,5 чоловіків також старших 18 років.
Середній дохід на одне домашнє господарство  становив 46 116 доларів США (медіана — 41 250), а середній дохід на одну сім'ю — 51 885 доларів (медіана — 46 250). За межею бідності перебувало 29,2 % осіб, у тому числі 40,4 % дітей у віці до 18 років та 24,3 % осіб у віці 65 років та старших.
Цивільне працевлаштоване населення становило 255 осіб. Основні галузі зайнятості: освіта, охорона здоров'я та соціальна допомога — 22,0 %, виробництво — 21,6 %, роздрібна торгівля — 17,6 %.